# James Butler, 3. Marquess of Ormonde

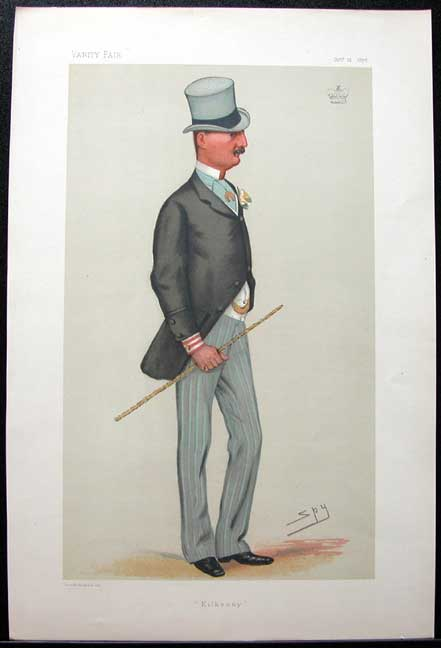
James Butler, 3. Marquess of Ormonde

James Edward William Theobald Butler, 3. Marquess of Ormonde, KP, PC (I) (* 5. Oktober 1844; † 26. Oktober 1919) war ein britisch-irischer Peer und Politiker.

## Familie
Er war der älteste Sohn von John Butler, 2. Marquess of Ormonde und Frances Jane Paget. Als Heir apparent seines Vaters führte er bis 1854 den Höflichkeitstitel Earl of Ossory. Er war noch minderjährig, als er 1854 beim Tod seines Vaters dessen Adelstitel als 3. Marquess of Ormonde erbte.
Butler war der letzte Marquess, der auf Kilkenny Castle lebte. Im Jahr 1904 empfang er Edward VII. und seine Frau Queen Alexandra auf dieser.

## Leben
Er besuchte die Harrow School und diente von 1863 bis 1873 als Offizier der 1st Life Guards in der British Army. Später wurde er Colonel der Royal East Kent Mounted Rifles. Von 1885 bis 1900 war er Vizekommodore und von 1901 bis 1919 Kommodore der Royal Yacht Squadron. Außerdem war er Vice-Admiral von Leinster und ein Mitglied des irischen Privy Council. Er wurde mit dem Königlichen Kronen-Orden von Preußen ausgezeichnet. 1868 wurde er als Knight Companion in den Order of Saint Patrick aufgenommen. Er war von 1878 bis 1919 Lord-Lieutenant des County Kilkenny.
Butler war der erste Schirmherr des Dubliner Schwimmvereines, welcher der erste Schwimmverein Irlands war und 1881 gegründet wurde. Bis zu seinem Tod 1919 fungierte er in dieser Position.

## Nachkommen, Erbe und Vermögen
Am 2. Februar 1876 heiratete er Lady Elizabeth Harriet Grosvenor, die Tochter von Hugh Grosvenor, 1. Duke of Westminster. Das Paar galt in der zweiten Hälfte des 19. Jahrhunderts als reichstes Paar in England. Hugh Grosvenor gab 15.000 ₤ auf Lady Elizabeth als Brautpfand. Zusammen mit Lady Elizabeth hatte James Butler zwei Töchter:
- Lady Beatrice Butler (1876–1952);
- Lady Constance Mary Butle (1879–1949) ⚭ Sir Reginald Pole-Carew.

Nach seinem Tod wurde der Titel an seinen Bruder James Butler, 4. Marquess of Ormonde weitervererbt, da er selbst keine Söhne hatte. Seine Gattin Elizabeth bezog eine Rente von 3000 ₤ im Jahr, obwohl sie nach dem Tod ihres Vaters im Jahr 1899 circa 35000 ₤ geerbt hatte. Das Vermögen von James Butler, 3. Marquess of Ormonde wurde auf etwa 450,000 ₤ geschätzt.